# Saint-Martin-Petit
Pour les articles homonymes, voir Saint-Martin.
Saint-Martin-Petit est une commune du Sud-Ouest de la France, située dans le département de Lot-et-Garonne, en région Nouvelle-Aquitaine.

## Géographie

### Localisation
La commune qui fait partie de l'aire d'attraction de Marmande, est située sur la rivière de la Gupie, en limite avec le département de la Gironde.
Elle se trouve à 71 km au nord-ouest d'Agen, chef-lieu du département et à 11 km au nord-ouest de Marmande, chef-lieu d'arrondissement et de canton.

### Communes limitrophes
Les communes limitrophes sont  Jusix, Lagupie, Lamothe-Landerron, Saint-Michel-de-Lapujade et Sainte-Bazeille.
|                             | Saint-Michel-de-Lapujade (Gironde) |         |
| Lamothe-Landerron (Gironde) | Saint-Martin-Petit                 | Lagupie |
| Jusix                       | Sainte-Bazeille                    |         |

### Climat
Pour des articles plus généraux, voir Climat de la Nouvelle-Aquitaine et Climat de Lot-et-Garonne.
Historiquement, la commune est exposée à un climat océanique aquitain.  
En 2020, Météo-France publie une typologie des climats de la France métropolitaine dans laquelle la commune est exposée à un climat océanique et est dans la région climatique Aquitaine, Gascogne, caractérisée par une pluviométrie abondante au printemps, modérée en automne, un faible ensoleillement au printemps, un été chaud (19,5 °C), des vents faibles, des brouillards fréquents en automne et en hiver et des orages fréquents en été (15 à 20 jours).
Pour la période 1971-2000, la température annuelle moyenne est de 13 °C, avec une amplitude thermique annuelle de 15,2 °C. Le cumul annuel moyen de précipitations est de 813 mm, avec 10,8 jours de précipitations en janvier et 6,5 jours en juillet. Pour la période 1991-2020, la température moyenne annuelle observée sur la station météorologique la plus proche, située sur la commune de Saint-Martin-Curton à 26 km à vol d'oiseau, est de 13,7 °C et le cumul annuel moyen de précipitations est de 867,2 mm,. Pour l'avenir, les paramètres climatiques de la commune estimés pour 2050 selon différents scénarios d’émission de gaz à effet de serre sont consultables sur un site dédié publié par Météo-France en novembre 2022.

## Urbanisme

### Typologie
Au 1er janvier 2024, Saint-Martin-Petit est catégorisée commune rurale à habitat dispersé, selon la nouvelle grille communale de densité à sept niveaux définie par l'Insee en 2022.
Elle appartient à l'unité urbaine de Marmande, une agglomération inter-départementale regroupant dix  communes, dont elle est une commune de la banlieue,,. Par ailleurs la commune fait partie de l'aire d'attraction de Marmande, dont elle est une commune de la couronne,. Cette aire, qui regroupe 48 communes, est catégorisée dans les aires de 50 000 à moins de 200 000 habitants,.

### Occupation des sols

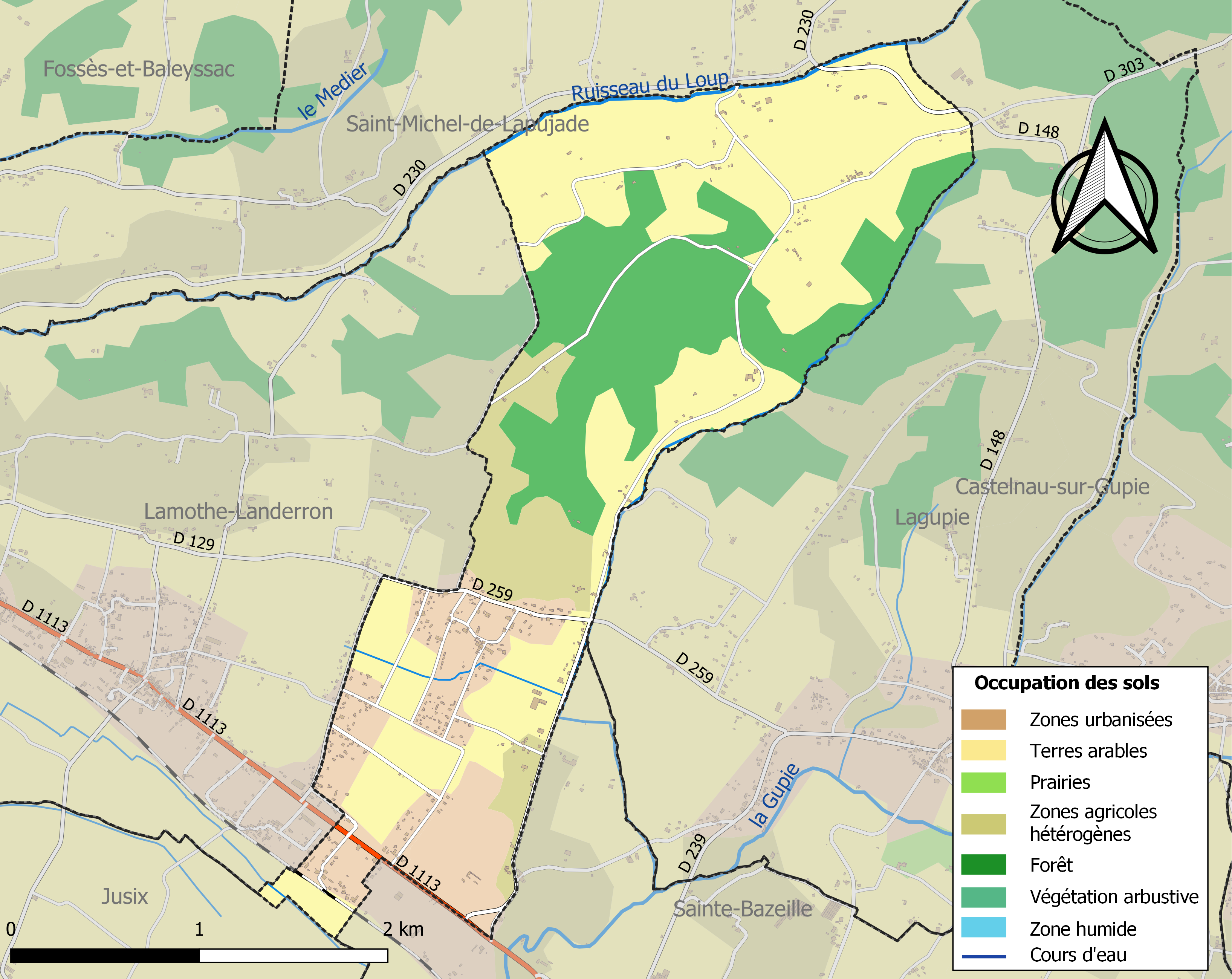
Carte des infrastructures et de l'occupation des sols de la commune en 2018 (CLC).

L'occupation des sols de la commune, telle qu'elle ressort de la base de données européenne d’occupation biophysique des sols Corine Land Cover (CLC), est marquée par l'importance des territoires agricoles (59 % en 2018), en diminution par rapport à 1990 (79 %). La répartition détaillée en 2018 est la suivante : 
terres arables (49,7 %), forêts (24,9 %), zones urbanisées (11,3 %), zones agricoles hétérogènes (9,4 %), mines, décharges et chantiers (4,8 %). L'évolution de l’occupation des sols de la commune et de ses infrastructures peut être observée sur les différentes représentations cartographiques du territoire : la carte de Cassini (XVIIIe siècle), la carte d'état-major (1820-1866) et les cartes ou photos aériennes de l'IGN pour la période actuelle (1950 à aujourd'hui).

### Voies de communication et transports
La principale voie de communication routière est la route départementale D 813, anciennement RN 113 (Bordeaux-Marseille), qui traverse le territoire communal à 1,7 km au sud du village et qui mène vers le nord-ouest, dans le département voisin de Gironde en devenant la D 1113, à Lamothe-Landerron et au-delà à La Réole et vers le sud-est à Sainte-Bazeille et au-delà à Marmande ; le village est traversé par la route départementale D 259 qui conduit vers l'ouest - nord-ouest, en Gironde en devenant la D 129, vers Mongauzy et Saint-Michel-de-Lapujade et vers l'est-sud-est à Lagupie.
Les accès à l'autoroute A62 (Bordeaux-Toulouse) les plus proches sont le no 4, dit de La Réole, distant de 12 km par la route vers le sud-ouest et le no 5, dit de Marmande, également distant de 12 km par la route vers le sud - sud-est.
Les gares SNCF les plus proches sont celle de Lamothe-Landerron  distante de 3,5 km vers l'ouest et celle de Sainte-Bazeille distante de 4,5 km vers le sud, toutes deux sur la ligne Bordeaux-Sète du TER Nouvelle-Aquitaine. Sur la même ligne, les gares de La Réole et de Marmande offrant plus de trafic se trouvent respectivement à 10 km vers l'ouest et 11 km vers le sud-est.

### Risques majeurs
Le territoire de la commune de Saint-Martin-Petit est vulnérable à différents aléas naturels : météorologiques (tempête, orage, neige, grand froid, canicule ou sécheresse), inondations, mouvements de terrains et séisme (sismicité très faible). Il est également exposé à deux risques technologiques, le transport de matières dangereuses et la rupture d'un barrage. Un site publié par le BRGM permet d'évaluer simplement et rapidement les risques d'un bien localisé soit par son adresse soit par le numéro de sa parcelle.

#### Risques naturels
Certaines parties du territoire communal sont susceptibles d’être affectées par le risque d’inondation par une crue à  débordement lent de cours d'eau, notamment le Ruisseau du Loup. La commune a été reconnue en état de catastrophe naturelle au titre des dommages causés par les inondations et coulées de boue survenues en 1982, 1983, 1988, 1994, 1999, 2009 et 2018,.
Les mouvements de terrains susceptibles de se produire sur la commune sont des tassements différentiels.

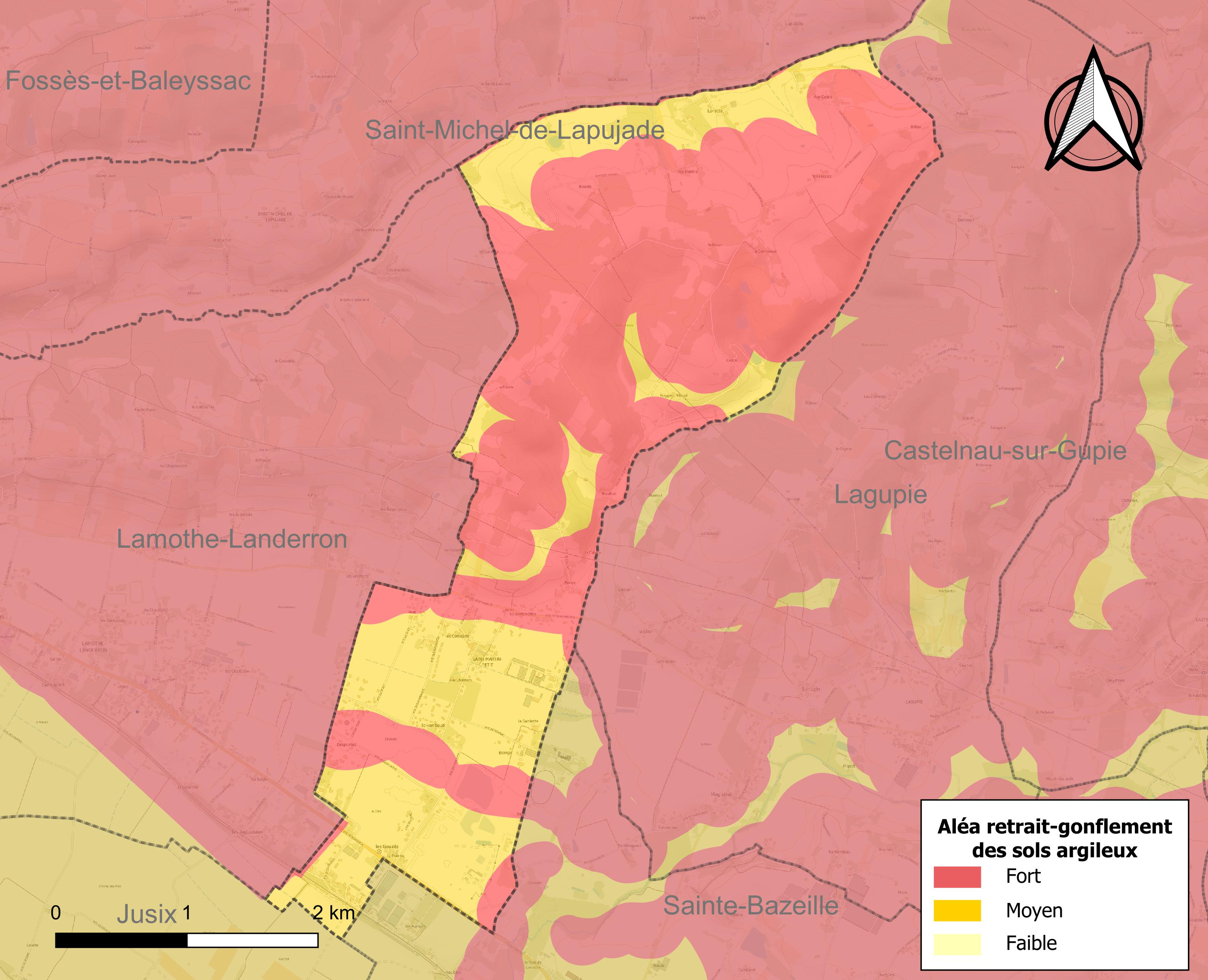
Carte des zones d'aléa retrait-gonflement des sols argileux de Saint-Martin-Petit.

Le retrait-gonflement des sols argileux est susceptible d'engendrer des dommages importants aux bâtiments en cas d’alternance de périodes de sécheresse et de pluie. La totalité de la commune est en aléa moyen ou fort (91,8 % au niveau départemental et 48,5 % au niveau national). Depuis le 1er octobre 2020, en application de la loi ELAN, différentes contraintes s'imposent aux vendeurs, maîtres d'ouvrages ou constructeurs de biens situés dans une zone classée en aléa moyen ou fort,.
Concernant les mouvements de terrains, la commune a été reconnue en état de catastrophe naturelle au titre des dommages causés par la sécheresse en 2011 et 2017 et par des mouvements de terrain en 1999.

#### Risque technologique
La commune est en outre située en aval des barrages de Grandval dans le Cantal et de Sarrans en Aveyron, des ouvrages de classe A. À ce titre elle est susceptible d’être touchée par l’onde de submersion consécutive à la rupture de cet ouvrage.

## Toponymie
Le lieu est primitivement connu sous le nom de Petit-Saint-Martin, pendant de Grand-Saint-Martin, aujourd'hui hameau de la commune de Lamothe-Landerron, dont l'église Saint-Martin, ancienne paroisse Saint-Martin-de-Serres dédiée à saint Martin, évêque de Tours, est située à 1,8 km vers l'ouest.

Au début des ans II (1793-1794) et III (1794-1795) de la République, le président du district de Marmande paraphe les registres d'état civil pour la commune du Petit Martin mais l'officier municipal et son adjoint, peut-être peu enclins à utiliser ce nom révolutionnaire, persistent à nommer la commune Petit Saint Martin.

C'est à partir de 1858 qu'il est fait usage, dans les registres d'état civil, du nom de Saint-Martin-Petit.
En 1829, le plan cadastral napoléonien, établi pour la commune fait état du nom de Saint-Martin-les-Casteaux tandis que Ehess-Cassini signale le nom de Saint-Martin-les-Castons sur le Bulletin des lois de 1801 ; aucune de ces appellations ne transparaît dans les registres d'état civil. Cependant, une certaine analogie de toponymie peut être trouvée avec le nom du hameau où se trouve aujourd'hui la mairie, Les Constans.
Le nom de la commune est Sent Martin Petit en gascon.
Les habitants en sont les Petit-Martinois.

## Histoire
Malgré une délibération en mai 1845 du conseil municipal,[réf. nécessaire] la création d'un cimetière sur la commune n'a commencé qu'en mai 2013 ; entre-temps, les morts de la commune ont été enterrés soit à Lagupie, soit à Lamothe-Landerron.

## Politique et administration
| Période                                  | Période   | Identité             | Étiquette | Qualité           |
| ---------------------------------------- | --------- | -------------------- | --------- | ----------------- |
| Les données manquantes sont à compléter. |           |                      |           |                   |
| avant 1981                               | ?         | Jean Sère            |           |                   |
| mars 1989                                | mars 2014 | Alain Richard        |           | Retraité agricole |
| mars 2014                                | En cours  | Marie-France Bonneau |           |                   |

## Démographie
| 1793 | 1800 | 1806 | 1821 | 1831 | 1836 | 1841 | 1846 | 1851 |
| ---- | ---- | ---- | ---- | ---- | ---- | ---- | ---- | ---- |
| 428  | 398  | 487  | 535  | 503  | 502  | 511  | 514  | 509  |

| 1856 | 1861 | 1866 | 1872 | 1876 | 1881 | 1886 | 1891 | 1896 |
| ---- | ---- | ---- | ---- | ---- | ---- | ---- | ---- | ---- |
| 453  | 443  | 442  | 440  | 414  | 390  | 360  | 365  | 329  |

| 1901 | 1906 | 1911 | 1921 | 1926 | 1931 | 1936 | 1946 | 1954 |
| ---- | ---- | ---- | ---- | ---- | ---- | ---- | ---- | ---- |
| 332  | 342  | 319  | 268  | 286  | 287  | 270  | 293  | 268  |

| 1962 | 1968 | 1975 | 1982 | 1990 | 1999 | 2006 | 2008 | 2013 |
| ---- | ---- | ---- | ---- | ---- | ---- | ---- | ---- | ---- |
| 240  | 238  | 289  | 342  | 384  | 357  | 404  | 418  | 502  |

| 2018 | 2022 | - | - | - | - | - | - | - |
| ---- | ---- | - | - | - | - | - | - | - |
| 606  | 624  | - | - | - | - | - | - | - |

## Lieux et monuments
Une église a existé, détruite au cours de la guerre de Cent Ans, qui n'a jamais été reconstruite et dont on ignore l'emplacement.

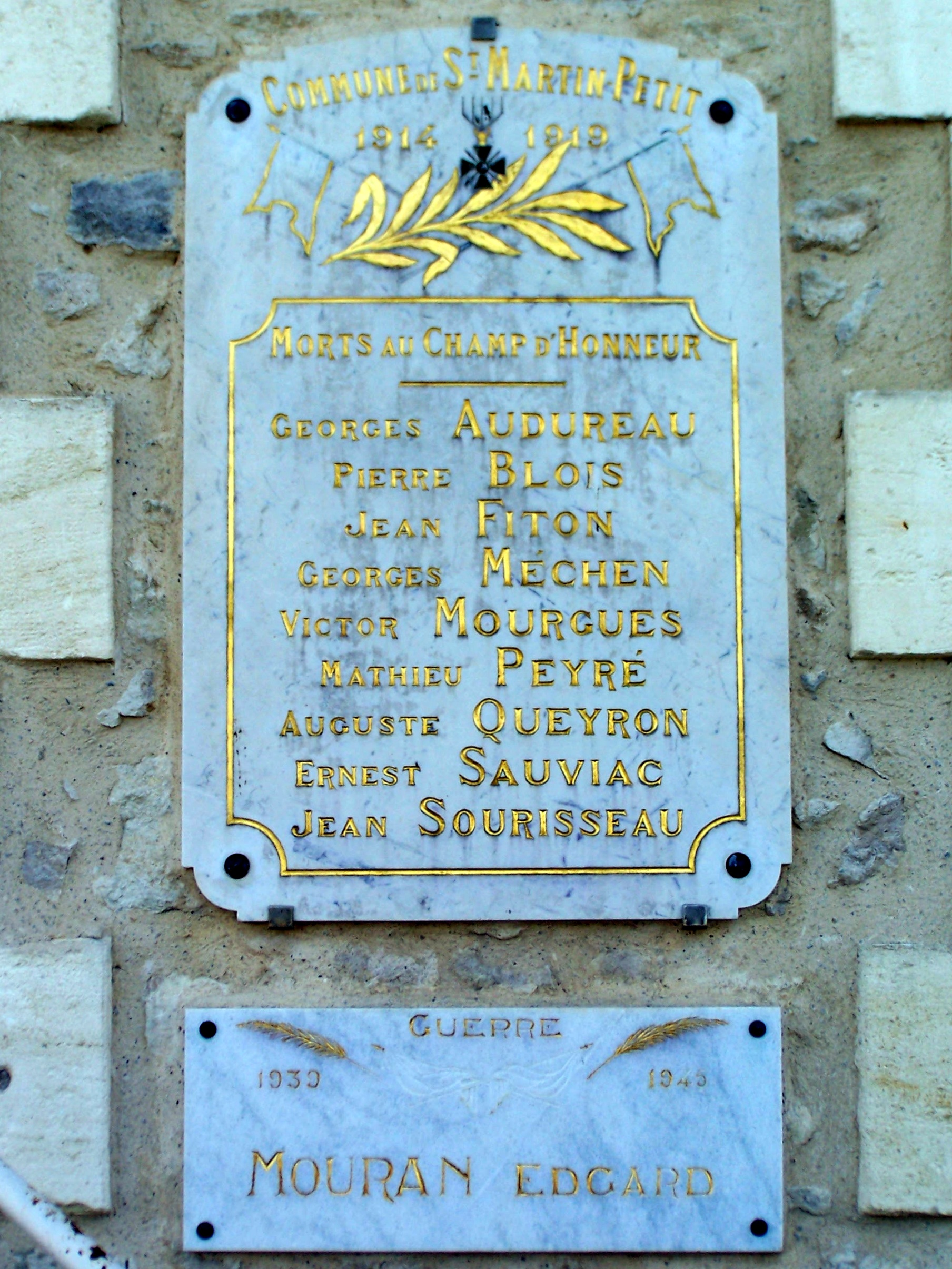
La stèle aux morts apposée sur la mairie (juin 2013).